# Poolbar Festival
Poolbar Festival er en festival, der finder sted hvert år i den østrigske by Feldkirch i Vorarlberg. Festivalledelsen angiver det årlige besøgstal til at være omkring 20.000.

## Festival
Festivallen har fundet sted siden år 1994, hvor der hver sommer i juli og august i løbet af seks uger udover koncerter bliver afholdt specielle biografforestillinger, kortfilmforevisninger, kabaret-forestillinger, poetry-slam, modeopvisninger og diskussionpaneler. Det finder sted i den tidligere jesuitterskoles (Stella Matutia) nu forhenværende svømmehal fra 1912 i Reichenfeldpark, tæt på centrum. Indretningen er hvert år forskellig, hvor sidste års vinder af en arkitekturkonkurrence står for konceptet. Der finder ligeledes kunst- og modekonkurrencer sted.

## Udmærkelser
- 2014 Österreichischer Kunstpreis für Kulturinitiativen

## Line-Ups (udvalg)
- 2006: Calexico, Vendetta, Trail of Dead, Attwenger, Eagle Seagull
- 2007: Shout Out Louds, Kosheen, Final Fantasy, Slut, IAMX
- 2008: The Wombats, The Notwist, Friska Viljor, Modeselektor, Iron & Wine
- 2009: Dropkick Murphys, Anti-Flag, Morcheeba, Art Brut
- 2010: Nada Surf, Juliette Lewis, Flogging Molly, Ebony Bones
- 2011: Portugal. The Man, The Subways, Molotov, Kettcar, DEUS, Hercules & Love Affair
- 2012: Marilyn Manson, Regina Spektor, Yann Tiersen, Theophilus London, The Whitest Boy Alive, Gogol Bordello
- 2013: My Bloody Valentine, Frank Turner, Young Rebel Set, Casper, Bad Religion, Kate Nash
- 2014: Shout Out Louds, Bonaparte, The Dandy Warhols, Anna Calvi, Maxïmo Park
- 2015: Patrice, Wanda, William Fitzsimmons, Elektro Guzzi, Darwin Deez, Colour Haze
- 2016: Nada Surf, Travis, Dispatch, Peaches, Lola Marsh
- 2017: Pixies, Jake Bugg, Sohn, The Naked And Famous, HVOB, Leyya, Conor Oberst
- 2018: Eels, Ziggy Marley, Shout Out Louds, The Subways
- 2019: Bilderbuch, Xavier Rudd, Mattiel, The Twilight Sad, Tove Lo, Propaghandi
- 2020: Lou Asril, Nneka, Buntspecht[1]
- 2021: The Notwist, Cari Cari, Sharktank, Mighty Oaks, Patrice[2]
- 2022: Sportfreunde Stiller, Metronomy, Local Natives, Kytes, HVOB, 5/8erl in Ehr'n, Alicia Edelweiss, My Ugly Clementine, Wolf Haas, Alfred Dorfer[3][4]